# إيرني باتلر
إيرني باتلر (بالإنجليزية: Ernie Butler)‏ (28 أغسطس 1924 بميدلزبرة في المملكة المتحدة - ) هو لاعب كرة قدم بريطاني في مركز جناح ‏. لعب مع نادي ساوثيند يونايتد وStockton F.C. ‏ ودارلينجتون إف سى.